# Doel (sport)

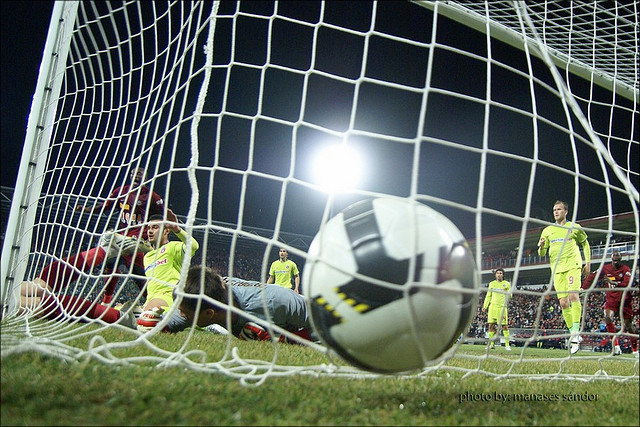
Door een voetbal in het doel te schieten, wordt een doelpunt gemaakt

Doel verwijst in vele sporten naar een methode van scoren. Het kan ook verwijzen naar de fysieke structuur of het gebied waar een score kan worden gemaakt.
De structuur van een doel varieert sterk van sport tot sport. Bij sporten waarbij een doel de enige methode is om te scoren, heeft het doel vaak een rechthoekige structuur in het midden aan beide uiteinden van het speelveld. Vaak is er een net om de bal of puck op te vangen bij een doelpunt. Sommige sporten hebben in het reglement staan dat een net verplicht is, andere sporten niet.
Andere sporten, vooral die gebruikmaken van velddoelen, hebben zeer uiteenlopende structuren. De meeste hebben een variatie op de vorm van de doelpalen en dwarsbalken.

## Methode
In sommige sporten is het doel de enige manier van scoren. Bij deze sporten wordt de eindscore uitgedrukt in doelen. Aan het eind van het spel, wanneer er geen speeltijd meer is, is de ploeg of persoon met de meeste doelpunten de winnaar.
In andere sporten is het doel de belangrijkste, maar niet de enige methode van scoren. In deze sport is het doel een vast aantal punten waard. Hierbij is een andere methode van scoren meer of minder punten waard. De totale score is de som van aantal doelpunten plus het aantal doelpunten, verkregen door die andere methode. Logischerwijs: de ploeg of speler met de meeste punten is de winnaar.

## Sporten waarbij het doel de enige methode van scoren is
In verschillende sporten is het doel de enige methode van scoren. In elk van deze gevallen is de winnaar het team dat de meeste doelpunten maakt, binnen de vooropgestelde tijd, de winnaar.

### Handbal
Bij handbal wordt er een doelpunt gemaakt als hierboven vermeld. De bal moet volledig over de doellijn worden gebracht, tussen de palen en onder de dwarsbalk. De bal moet gegooid worden, in plaats van getrapt.
Het doel (fysieke structuur) is een frame dat 2 m hoog en 3 m breed is. Een net is vereist om de bal op te vangen.

### Hockey
Bij hockey wordt er een doelpunt toegekend wanneer de bal volledig over de doellijn wordt gebracht, tussen de palen en onder de dwarsbalk. Eigen aan hockey is een regel waarbij de doelpoging ondernomen moet worden binnen de halve cirkel. Deze halve cirkel heeft een straal van 14,63 m.
Het doel (fysieke structuur) is een frame dat 3,66 m breed en 2,14 m hoog is. Een net is vereist.

### IJshockey
In ijshockey is de manier om een doelpunt te maken vergelijkbaar met dat van hockey. De puck moet volledig over de doellijn worden gebracht, tussen de palen en onder de lat (dwarsbalk), hetzij door een hockeystick van een aanvallende speler of door een lichaam van een verdedigende speler. Wanneer de puck niet met opzet geschopt (met de voet), geslagen of gegooid wordt naar het doel, telt dat doelpunt.
Het doel (fysieke structuur) is een frame dat 1,2 m lang en 1,8 m breed is. Een net is verplicht. Het doel is aan het ijsoppervlak bevestigd door flexibele haringen en zal voor de veiligheid enigszins wegschuiven wanneer een speler ertegen botst. Het doel is geplaatst in het speelvlak, en de spelers kunnen met de puck achter het doel spelen.

### Lacrosse
Ook bij lacrosse wordt er op dezelfde manier een doelpunt gemaakt als bij de sporten hierboven. De bal moet volledig door het doelvlak. Doelpunten kunnen worden afgekeurd als het aanvallende team een overtreding begaat.
Het doel (fysieke structuur) is een frame van 1,83 m bij 1,83 m. Een net is vereist om te voorkomen dat de rubberen bal terug op het speelveld terechtkomt. De doelen bij lacrosse worden niet op de grenslijn geplaatst, en achter het doel spelen is toegestaan.

### Polo
In polo wordt er een doel gemaakt wanneer de bal volledig tussen de doelpalen gaat, ongeacht hoe ver boven grond. De bal moet tussen de doelpalen of de denkbeeldige lijnen tot boven de binnenkant van de paalranden.
Het doel in polo bestaat uit twee polen, ten minste 3 m hoog en precies 7,31 m uit elkaar. Er is geen dwarsbalk en een net is niet vereist. De hoogte waarop een doel kan worden gemaakt is oneindig.

### Voetbal
Bij voetbal wordt de term doel ook gebruikt om te verwijzen naar de fysieke structuur. Om een doelpunt te maken, moet de bal volledig de doellijn, tussen de doelpalen en de dwarsbalk ("lat"), passeren. Er mag geen overtreding begaan worden door de scorende speler (zoals de bal aanraken met de hand).
Het doel (fysieke structuur) is een frame dat 7,32 m breed en 2,44 m hoog is. Een net wordt gebruikt om de bal op te vangen.

### Waterpolo
Bij waterpolo wordt er op exact dezelfde manier een doelpunt gemaakt als bovenvermelde, de bal moet het doelvlak volledig passeren. Een doelpunt mag gemaakt worden met elk lichaamsdeel van de aanvaller, uitgezonderd met een gebalde vuist.
Het doel (fysieke structuur) in waterpolo is afhankelijk van de diepte van het water. Het doelvlak moet een doorsnede van 3 m hebben en is ofwel 0,9 m boven het wateroppervlak of 2,4 m boven de bodem van het zwembad (indien dit hoger is). Netten zijn verplicht.